# 2024 en photographie
| Années de la photographie : 2021 - 2022 - 2023 - 2024 - 2025 - 2026 - 2027    |
| Décennies de la photographie : 1990 - 2000 - 2010 - 2020 - 2030 - 2040 - 2050 |

Cet article présente les faits marquants de l'année 2024 en photographie.

## Événements
- Le 30 septembre 2024, le prix de la Bibliothèque nationale de France — créé en 2009 — qui récompense l'œuvre entière d'un auteur vivant de langue française quelle que soit sa discipline, est décerné à Raymond Depardon. Il est le premier photographe à recevoir cette distinction. Lors de la remise du prix, à l'occasion du dîner de gala de la BnF, dans la salle Ovale du site Richelieu, le président de la BnF, Gilles Pécout, qui présidait le jury a déclaré[1] : « Avec Raymond Depardon, le prix de la BnF distingue un artiste aux talents multiples, observateur de la société contemporaine, rappelant ainsi l'importance de la photographie dans nos collections patrimoniales et nos manifestations culturelles ».

## Festivals et congrès photographiques
- 26e édition de la foire « Art Paris » au Grand Palais éphémère, du 4 avril au 7 avril 2024
- 30e Rencontres de la jeune photographie internationale[2], Villa Pérochon - Centre d'art contemporain photographique, Niort, du 5 avril au 25 mai 2024
- 12e édition du Kyotographie International Photography Festival, Kyoto, Japon, du 13 avril au 12 mai 2024[3]
- 33e Festival de l'oiseau et de la nature en baie de Somme du 20 avril au 28 avril 2024
- 12e festival photographique « L'Œil Urbain », Corbeil-Essonnes, en avril-mai 2024
- 9e édition de la foire Photo London (en), Somerset House, Londres, du 16 au 19 mai 2024
- 3e festival de photographie animalière et de nature « Mer'veilles Nature » à Mer (Loir-et-Cher) du 31 au 2 juin 2024
- 60e édition de la foire internationale de la photo de Bièvres, les 1er et 2 juin 2024
- 21e Festival Photo La Gacilly du 1er juin au 1er octobre 2024
- 12e saison photographique de l'Abbaye royale de l'Epau, de juin à novembre 2024
- 7e festival « Les femmes s'exposent » à Houlgate, de juin à septembre 2024
- 7e festival « Visions d’ailleurs » à Martagny de juin à septembre 2024
- 55e Rencontres internationales de la photographie, Arles, 1er – 22 septembre 2024
- 35e édition du festival « L'Été Photographique », à Lectoure (Gers) de juillet à septembre 2024
- 20e Promenades photographiques de Blois, en juillet-août 2024
- 36e édition du festival international de photojournalisme « Visa pour l'image », Perpignan, en septembre 2024
- 9e édition du festival Images Vevey • Biennale des arts visuels, Vevey, Suisse, du 7 au 29 septembre 2024[4]
- 31e Prix Bayeux Calvados-Normandie des correspondants de guerre, en octobre 2024
- Salon de la photo, à la Grande halle de la Villette du 3 au 6 octobre 2024
- 15e édition du Festival de photographie  « Planche(s) Contact » à Deauville, du 13 octobre 2024 au 1er janvier 2025
- 13e Festival PhotoSaintGermain, Quartier Saint-Germain-des-Prés, Paris, du 30 octobre au 23 novembre 2024
- 36e congrès de la Fédération internationale de l'art photographique à Jaipur, Puskar, Agra et Delhi (Inde), 1er-7 novembre 2024
- 27e édition de la foire « Paris Photo » au Grand Palais, Paris, du 7 au 10 novembre 2024
- 26e édition du Festival international de la photo animalière et de nature à Montier-en-Der, du 14 au 17 novembre 2024
- 10e édition du Festival Jimei x Arles International Photo [5] à Xiamen, en chine du 29 novembre 2024 au 12 janvier 2025

## Grandes expositions
- Steve McCurry, Enfants, Palais Ducal, Gênes, du 25 novembre 2023 au 10 mars 2024 [6]
- « Dr. Paul Wolff (1887-1951) : l'homme au Leica », rétrospective consacrée à un pionnier de l'usage du Leica et représentant de la Nouvelle objectivité en photographie, Pavillon populaire, Montpellier, du 17 janvier au 14 avril 2024[7]
- Takuma Nakahira, Burn—Overflow, une rétrospective majeure du photographe avant-gardiste japonais, Musée national d'Art moderne, Tokyo, du 6 février au 7 avril 2024 [8],[9]
- Celebrating Silver, exposition collective célébrant la beauté et l'impact des tirages obtenus grâce au support de la gélatine argentique, avec des photographies, entre autres, de Richard Avedon, Irving Penn, Don McCullin, Hiro, Horst P. Horst, Jeanloup Sieff, Helmut Newton, Robert Mapplethorpe, Daido Moriyama, Herb Ritts, Albert Watson, Hamiltons Gallery, Londres, du 7 février au 9 mars 2024 [10],[11]
- « Tina Modotti. L'Œil de la révolution », la plus importante exposition jamais consacrée à Paris à la photographe et activiste politique d'origine italienne, Jeu de paume, Paris, du 13 février au 12 mai 2024 [12],[13]
- Paysage(s) Fresson(s), une exposition en hommage au procédé Fresson, avec des photographies de Bernard Plossu, Jean-Claude Couval, Douglas Keats, Philippe Laplace, Laure Vasconi et Daniel Zolinsky, musée Nicéphore Niépce, Chalon-sur-Saône, 17 février au 19 mai 2024 [14]
- Brassaï,  L’Œil de Paris, Espace culturel, Palazzo Reale, Milan, du 23 février au 2 juin 2024 [15],[16]
- Des beautés fragiles. Dentelle en mode et photographie, exposition mettant en lumière le thème de la dentelle à travers des exemples d'œuvres de la collection du musée, avec notamment des photographies de Madame d'Ora (Dora Kallmus), Lisette Model, Imre von Santho (en), Constant Puyo, David Octavius Hill, Arthur Benda, Musée des Arts et Métiers de Hambourg (MK&G) du 22 mars au 29 septembre 2024
- Josef Koudelka, Industry, Pace Gallery, New York, du 29 mars au 27 avril 2024 [17]
- Bernard Plossu-Françoise Nuñez, En Voyage, Carré d'Art, Maison du Patrimoine, Six-Fours-les-Plages, du 30 mars au 19 mai 2024 [18]
- Dans la vague, exposition inspirée par l'estampe emblématique d'Hokusaï La Grande Vague, avec des œuvres d'une vingtaine d'artistes, parmi lesquels Noémie Goudal, Harry Gruyaert, Michael Kenna, Arno Rafael Minkkinen, Sarah Moon, Martin Parr, Bernard Plossu, Campredon art & image, L'Isle-sur-la-Sorgue, du 30 mars au 6 octobre 2024
- Kertész, Moholy-Nagy, Capa ... /  Photographes hongrois en Amérique (1914-1989), exposition rassemblant plus de 170 œuvres de 32 artistes photographes hongrois installés aux États-Unis au cours du XXe siècle, parmi lesquels André Kertész, László Moholy-Nagy, Martin Munkácsi, André de Dienes (en), György Kepes (en), Cornell Capa et Robert Capa, Musée des Beaux-Arts de Budapest, 6 avril au 25 août 2024[19],[20]
- Performance, exposition photographique labellisée Olympiade culturelle par le Comité d'organisation des Jeux olympiques Paris 2024, autour de la thématique du sport, résultant d'une commande du Centre national des arts plastiques (Cnap), Musée régional d'art contemporain Occitanie / Pyrénées-Méditerranée à Sérignan, du 6 avril au 22 septembre 2024[21],[22].
- Valérie Belin, Les Visions silencieuses, Musée des beaux-arts, Bordeaux, du 24 avril au 28 octobre 2024 [23]
- Beauté fragile : photographies de la collection Sir Elton John et David Furnish rassemblant plus de 300 photographies de 140 photographes couvrant la période de 1950 à nos jours qui relatent l'histoire de la photographie moderne et contemporaine, explorant des thèmes tels que la mode, le reportage, le portrait de célébrités, le corps masculin et la photographie américaine, avec des œuvres de nombreux artistes contemporains, parmi lesquels notamment Diane Arbus, Richard Avedon, Lewis Baltz, William Eggleston, Bruce Davidson, Nan Goldin, Peter Hujar, David LaChapelle, Herman Leonard, Sally Mann, Robert Mapplethorpe, Zanele Muholi, Herb Ritts, Cindy Sherman, Alec Soth ou encore Ai Weiwei, Victoria and Albert Museum, South Kensington, Londres, du 18 mai 2024 au 5 janvier 2025 [24],[25],[26]
- « Presences. Trésors photographiques de la collection Gilman et Gonzalez-Falla », une sélection de 140 chefs-d’œuvre de l'histoire de la photographie autour de la thématique du portrait issus de la collection de Sondra Gilman et Celso Gonzalez-Falla, constituée de plus de 7 000 tirages originaux de photographes majeurs de la fin du XIXe siècle à aujourd'hui, Maison Caillebotte, Yerres, du 23 mai au 22 septembre 2024[27],[28].
- Robert Capa, Icônes, exposition présentée dans le cadre du 80e anniversaire du Débarquement et de la Bataille de Normandie avec des documents d'époque, tirages originaux, journaux, livres, objets provenant de la collection Golda Darty et des archives de Magnum, Les Franciscaines, Deauville, du 25 mai au 13 octobre 2024 [29], [30], [31]
- Stephen Shore, Véhiculaire & Vernaculaire, Fondation Henri-Cartier-Bresson, du 1er juin au 15 septembre 2024 [32],[33]
- Elliot Erwitt, Elliot Erwitt, une rétrospective, Musée de la Grand-Place, Grand Place 5, Bruxelles, du 7 juin 2024 au 5 janvier 2025  [34],[35]
- Philippe Halsman, Philippe Halsman - Lampo di genio, Espace culturel, Palazzo Reale, Milan, du 15 juin au 1er septembre 2024 [36],[37]
- Joel Meyerowitz, Europa 1966-1967, exposition présentant une sélection des photographies que le photographe américain a ramenées d'un road trip initiatique d'un an à travers l'Europe, effectué en 1966-1967, à l'âge de 28 ans, au cours duquel il parcourt parcourt 32 000 kilomètres à travers 10 pays (l'Angleterre, le Pays de Galles, l'Irlande, l'Écosse, la France, l'Espagne, l'Allemagne, la Turquie, la Grèce et l'Italie) et effectue un séjour prolongé à Málaga, en Espagne, Museo Picasso, Palacio de Buenavista, Málaga, du 15 juin au 15 décembre 2024 [38],[39]
- « Gabriele Münter & Eudora Welty. Au début la photographie », présentant les photographies du sud des États-Unis prises par deux femmes artistes, l'une allemande, l'autre américaine, qui avaient comme point commun d'avoir débuté leur carrière par la photographie, avant de se consacrer à la peinture pour l'une et à l'écriture pour l'autre, du 26 juin 2024 au 29 septembre 2024[40],[41]
- Jean-Claude Gautrand, Libres Expressions, exposition présentée dans le cadre de la séquence « Arles associé » des Rencontres d'Arles, musée Réattu, Arles, du 29 juin au 6 octobre 2024 [42], [43]
- Robert Mapplethorpe, Behold the Lowly Vessel, Galerie Thomas Schulte, Berlin, du 29 juin au 24 août 2024 [44],[45],[46]
- Mary Ellen Mark, Encounters, rétrospective de l'œuvre de la photojournaliste américaine de l'agence Magnum centrée sur cinq séries emblématiques des années 1970 et 1980, Rencontres de la photographie d'Arles, Espace Van Gogh, du 1er juillet au 29 septembre 2024 [47]
- Voir / Le Temps / En Couleurs • Les Défis de la Photographie, avec des œuvres de nombreux artistes, parmi lesquels notamment Berenice Abbott, Laure Albin Guillot, les Frères Bisson, Constantin Brancusi, Edgar Degas, Louis Ducos du Hauron, Harold Edgerton, William Eggleston, Fratelli Alinari, Philippe Halsman, Gustave Le Gray, Saul Leiter, Stephen Shore, Edward Steichen, Hiroshi Sugimoto, Centre Pompidou-Metz, du 13 juillet au 18 novembre 2024 [48],[49]
- Face the Music : L'héritage de la photographie musicale, exposition collective rassemblant des photographes et des musiciens emblématiques des années quarante à aujourd'hui, avec des œuvres de notamment David Bailey, Harry Benson, William Claxton, Patrick Demarchelier, Herman Leonard, Herb Ritts, Steve Schapiro, Albert Watson, Bruce Weber, Fahey/Klein Gallery, Los Angeles, du 25 juillet au 7 septembre 2024 [50]
- « Her: The Great Women Photographers » exposition collective pour mettre en avant les talents des femmes en photographie, présentant les œuvres d'artistes tels que Julia Margaret Cameron, Berenice Abbott, Lillian Bassman, Sarah Moon, Ruth Bernhard, Cig Harvey, Judy Dater, Eve Arnold, Mary Ellen Mark, Doris Ulmann, Martine Franck, Flor Garduño , Judy Glickman Lauder, Lilo Raymond, Ilona Langbroek, Grace Robertson, Anastasia Samoylova et Sabine Weiss, entre autres, Peter Fetterman Gallery, Santa Monica, du 17 août au 23 novembre 2024 [51],[52]
- Karl Blossfeldt, La Photographie à la lumière de l'art, La Collection photographique/Fondation SK pour la culture, Cologne, du 6 septembre 2024 au 2 février 2025 [53]
- William Klein, All the World's a Stage, exposition rétrospective la plus complète de l'œuvre du photographe américain depuis sa mort, couvrant différents aspects de son travail à travers quelque 200 œuvres, musée d'Art, Architecture et Technologie (MAAT), Lisbonne, du 18 septembre 2024 au 3 février 2025 [54], [55]
- André Kertész : Grands Maîtres de la photographie : André Kertész, exposition rétrospective conçue par le Centre Robert Capa pour la photographie contemporaine de Budapest, présentée à l'Académie hongroise de Rome, Palais Falconieri, Rome du 19 septembre au 22 novembre 2024 [56],[57]
- Marc Riboud, rétrospective couvrant couvrant un demi-siècle, depuis ses images de Paris, de l'Europe, de son voyage vers l'Orient, jusqu'à la Chine, Musée du Hunan, Changsha, Chine, du 26 septembre au 10 décembre 2024
- Daido Moriyama, Daido Moriyama : Rétrospective, Photo Elysée, Lausanne, du 6 septembre 2024 au 23 février 2025 [58],[59]
- Flor Garduño, Paths of Life, présentant une rétrospective de l'œuvre de la photographe mexicaine s’étendant sur quarante-cinq années, Throckcmorton Fine Art, New York, du 3 octobre 2024 au 22 janvier 2025 [60],[61],[62]
- Letizia Battaglia, Vie, Amour et Mort en Sicile, The Photographers' Gallery, Londres, du 9 octobre 2024 au 23 février 2025[63],[64].
- Science/Fiction — Une non-histoire des plantes, une histoire visuelle des plantes du XIXe siècle à nos jours, réunissant plus de 40 artistes de différentes époques et nationalités, parmi lesquels, entre autres, Anna Atkins, Henry Bradbury, Albert Renger-Patzsch, Karl Blossfeldt, Imogen Cunningham, Horst P. Horst, Edward Weston, Laure Albin-Guillot, des cinéastes comme Friedrich Wilhelm Murnau ou Philip Kaufman et des artistes contemporains comme Joan Fontcuberta, Sam Falls, Pierre Joseph, Jochen Lempert (de), Angelica Mesiti (en), Richard Tepe ou encore Agnieszka Polska, Maison Européenne de la Photographie, du 16 octobre 2024 au 19 janvier 2025  [65]
- Willy Ronis, La Banlieue Est sous l'œil du maître, Musée intercommunal, Nogent-sur-Marne, du 19 octobre 2024 au 31 juillet 2025  [66]
- Vivian Maier, Anthology, présentant une sélection de 140 images choisies à partir de l'exposition du Palais du Luxembourg (Paris) de 2021, pour saisir l'ampleur de l'œuvre de la photographe franco-américaine, à la croisée de la photographie humaniste et de la streetphotography, musée de la photographie Charles Nègre, Nice, du 19 octobre 2024 au 16 mars 2025 [67],[68]
- « Gisèle Freund. Une écriture du regard. », permettant de découvrir une partie souvent ignorée de l'œuvre de la photographe allemande, Pavillon populaire, Montpellier, du 6 novembre 2024 au 9 février 2025 [69]
- Steve McCurry, Regards, rassemblant les 80 photographies les plus emblématiques de l'œuvre du photographe américain recouvrant près de 40 ans de carrière, Caumont-Centre d'art, Aix-en-Provence, du 8 novembre 2024 au 23 mars 2025 [70],[71],[72]
- Albert Watson, No Idle View, The Fahey/Klein Gallery, Los Angeles, du 14 novembre 2024 au 11 janvier 2025 [73],[74]
- Irving Penn, « Centennial », rétrospective de l'œuvre à travers une sélection de 175 images réalisées entre la fin des années 1930 et 2009, Fondation Marta Ortega Pérez, La Corogne, Espagne, du 23 novembre 2024 au 1er mai 2025 [75],[76]
- Ernst Haas : Abstract - Les Forces de l'abstraction, présentant l'une des étapes les plus audacieuses et personnelles de l'œuvre de ce pionnier de la photographie couleur, Les Douches la Galerie, Paris, du 23 novembre 2024 au 25 janvier 2025 [77],[78]
- Martin Munkácsi, Think while you shoot, Paci Contemporary Gallery – Borgo Wuhrer, Brescia, Italie, du 30 novembre 2024 au 30 mars 2025 [79]
- Richard Avedon, Among Creatives, présentant plus de 50 œuvres tirées de la collection du Center for Creative Photography (CCP) de Tucson mettant en valeur ses portraits photographiques d'artistes, acteurs, écrivains ainsi que ses contributions à la photographie de mode, Phoenix Art Museum, Phoenix, Arizona, du 6 décembre 2024 au 25 mai 2025  [80], [81]
- Gabriele Basilico, Rome,  exposition organisée à l'occasion du quatre-vingtième anniversaire de la naissance du photographe italien décédé en 2013, offrant un aperçu inédit de sa recherche visuelle présentant sa vision de la Ville éternelle, Palazzo Altemps, Rome, du 12 décembre 2024 au 23 février 2025 [82]
- Franco Fontana : Rétrospective, première grande exposition rétrospective qui retrace toute la carrière artistique du photographe de Modène, présentant plus de 200 photographies de ce pionnier de la photographie en couleur, dont les images qui se caractérisent par une juxtaposition de couleurs vives et de contrastes forts, ont fait de Fontana un précurseur dans un monde photographique en noir et blanc, Musée de l'Ara Pacis, Rome, du 13 décembre 2024 au 31 août 2025 [83],[84]

## Prix et récompenses
- World Press Photo of the Year à  Mohammed Salem (en) pour son cliché de la guerre à Gaza
- World Press Photo Series of the Year à ?
- World Press Photo, projet au long cours à ?
- World Press Photo format libre à ?
- Prix Niépce Gens d'images à Anne-Lise Broyer[85]
- Prix Nadar Gens d'images à Jean-Michel André pour son livre Chambre 207, publié par les éditions Actes Sud
- Prix de la Fondation Henri-Cartier-Bresson à ?
- Prix Marc Ladreit de Lacharrière – Académie des beaux-arts à Guillaume Herbaut pour son projet Ukraine, les blessures invisibles [86]
- Prix de Photographie de l’Académie des beaux-arts – William Klein à ?
- Prix HSBC pour la photographie à ?
- Prix Bayeux-Calvados des correspondants de guerre - Trophée photo à ?
- Prix Bayeux-Calvados des correspondants de guerre - Jeune reporter photo à ?
- Prix Bayeux-Calvados des correspondants de guerre - catégorie photo, Prix du Public / Agence française de développement à ?
- Prix Women In Motion pour la photographie à Ishiuchi Miyako ( Japon)
- Prix Carmignac du photojournalisme à Kiana Hayeri pour sa série « Afghanistan: No Woman's Land » sur la condition des femmes et des filles en Afghanistan depuis le retour des Talibans [87].
- Prix Roger-Pic de la Société civile des auteurs multimédia à Corentin Fohlen, pour la série « Sueurs et tremblements » consacrée à Haïti[88],[89]
- Prix Pierre et Alexandra Boulat à Gaëlle Girbes, photojournaliste française pour son reportage « Ukraine, survivre au milieu des ruines[90]. »
- Prix Lucas-Dolega à ?
- Prix Françoise-Demulder à Catalina Martin-Chico pour son reportage Colombie : (Re)Naître et Sandra Calligaro pour son projet Talibans, un retour
- Prix Photographie et Sciences à ?
- Bourse Canon de la femme photojournaliste à ?
- Bourse Canon du documentaire vidéo court-métrage à ?
- Prix Picto de la jeune photographie de mode à ?
- Prix Tremplin Photo de l’EMI à ?
- Prix Voies Off à ?
- Prix Révélation SAIF : à ?
- Prix Fujifilm / Les femmes s’exposent à ?
- Prix Caritas photo sociale à ?
- Prix International Women in Photo à ?
- Prix 6Mois du photojournalisme à ?
- Visa d’or humanitaire du CICR à ?
- Grand prix MAP / Conseil Départemental de la Haute-Garonne à ?
- Prix des Rencontres photographiques des amis du Musée départemental Albert-Kahn à ?
- Prix sergent Sébastien Vermeille à ?
- Prix Viviane Esders à ?
- Prix Photographie et Sciences à ?
- Estée Lauder Pink Ribbon Photo Award à ?
- Prix photo CCFD-Terre solidaire à ?
- Prix Camille Lepage à ?
- Prix du Jury Tremplin Jeunes Talents du Festival « Planche(s) Contact » de Deauville : Cloé Harent pour sa série Bruit rose [91]
- Prix du Public Tremplin Jeunes Talents du Festival « Planche(s) Contact » de Deauville : Nicola Fioravanti pour sa série Normandy, Colors Only [92]
- Prix Erich-Salomon à ?
- Prix culturel de la Société allemande de photographie à ?
- Prix Oskar-Barnack à Ismail Ferdous (Bangladesh)
- Leica Newcomer Award à ?
- Prix Leica Hall of Fame à ?
- Prix de la Fondation Deutsche Börse pour la photographie à ?
- Prix Hansel-Mieth à ?
- Zeiss Photography Award à ?

- Prix national de portrait photographique Fernand-Dumeunier à ?

- Prix Paul-Émile-Borduas à ?
- Prix du duc et de la duchesse d’York à ?

- Prix national de la photographie (Espagne) à ?

- Prix Ansel-Adams à ?
- Prix Arnold-Newman pour les nouvelles orientations du portrait photographique à Camille Farrah Lenain • Finalistes : Cheryl Mukherji, Preston Gannaway et Stacy Kranitz
- Prix W. Eugene Smith à ?
- Prix Pulitzer
  - Catégorie « Feature Photography » à ?
  - Catégorie « Breaking News » à ?
- Prix Inge-Morath à Sara Kontar[93], pour son projet documentaire à long terme, Because I Cut.
- World Photography Awards à ?
- Robert Capa Gold medal à ?
- Olivier Rebott Award à ?
- Infinity Awards (The International Center of Photography)
  - ICP Infinity Award Prix pour l’œuvre d’une vie à ?
  - ICP Infinity Award for Art à ?
  - ICP Infinity Award Pratique documentaire et journalisme visuel à ?
  - ICP Infinity Award Photographe émergent à  ?
  - ICP Infinity Award “Trustees” à ?
- Lucie Awards
  - Lucie Award pour l’œuvre d’une vie à ?
  - Lucie Award Fine Art à ?
  - Lucie Award du photojournalisme à ?
  - Lucie Award de la photographie documentaire à ?
  - Lucie Award de la photographie humanitaire à ?
  - Lucie Award du portrait à ?
  - Lucie Award de la photographie de sport à ?
  - Lucie Award de la photographie d’architecture à ?
  - Lucie Award de la photographie de mode à ?
  - Lucie Award de la photographie de publicité à ?
  - Lucie Award de la femme photographe à ?
  - Lucie Award visionnaire à ?
  - Spotlight Award à ?
  - Lucie Award spécial à ?
- National Press Photographers Association Awards
  - Photojournalist of the Year (Large Market) à ?
  - Photojournalist of the Year (Small Market) à ?
  - Magazine Photojournalist of the Year à ?
  - Emerging Photojournalist of the Year à ?
  - Breaking News à ?  
  - Breaking News Story à ?
- Anja Niedringhaus Courage in Photojournalism Award à ?

- Prix Higashikawa
  - Photographe japonais à ?
  - Photographe étranger à ?
  - Photographe espoir à ?
  - Prix spécial à ?
- Prix Kimura Ihei à ?
- Prix Ken-Domon à ?

- Centenary Medal de la Royal Photographic Society à ?
- Prix Sony World Photography Awards :
  - « Outstanding Contribution to Photography » à Sebastião Salgado[94],[95]
  - « Photographer of the Year » à ?

- Prix international de la Fondation Hasselblad à Ingrid Pollard[96]
- Prix suédois du livre photographique à ?
- Prix Lennart-Nilsson à ?

- Grand Prix suisse de design • Catégorie photographie : Luciano Rigolini
- Photographe Swiss Press de l’année à ?
- Prix Élysée à ?
- Prix Haftmann à ?
- Prix Pictet à ?

- Istanbul Photo Awards « photo de l’année » à ?

## Livres parus en 2024
- Thierry Girard, Le Périgord des écrivains[97], anthologie d’extraits littéraires sur le Périgord, introduction de Romain Bondonneau, photographies de Thierry Girard, dessins de Pancho, 112 pages, collection « Sédiments » n° 16, Éditions du Ruisseau, Vitrac •  (ISBN 978-2-49199-221-7)
- Raymond Depardon, Les Années déclic, texte de Gérard Lefort, 176 p., Éditions du Seuil •  (ISBN 978-2-02155-899-9)
- Gladys : GLADYS, première monographie rétrospective consacrée au travail de la photographe depuis les années 1970, textes de Matthieu Rivallin, 160 pages, Contrejour, Biarritz •  (ISBN 979-10-90294-64-6)
- Robert Capa, Libérations, texte d'Alexis Jenni, 176 p., Éditions du Seuil •  (ISBN 978-2-02155-484-7)
- Lou Stoppard, Annie Ernaux & la Photographie, exploration de la relation étroite entre la photographie et l'écriture d'Annie Ernaux, lauréate du prix Nobel de littérature en 2022, à travers des textes tirés de son livre Journal du dehors (1993) et des photographies issues de la collection de la Maison Européenne de la Photographie, 112 p., Éditions Mack •  (ISBN 978-1-91574-345-9)
- Jean-Louis Courtinat, « Louons maintenant les plus fragiles - 40 ans de photographie sociale », 112 p., éditions delpire & co •  (ISBN 979-1-09582-174-8)

## Décès
- 1er janvier : Peter Magubane, 91 ans, photographe sud-africain. (° 18 janvier 1932)[98].
- 4 janvier : 
  - Felicia Abban, 88 ans, première femme photographe professionnelle ghanéenne. (° 1936)[99].
  - Kishin Shinoyama, 83 ans, photographe japonais. (° 3 décembre 1940)[100]
- 8 janvier : Paul-Armand Gette, 96 ans, artiste contemporain français, à la fois sculpteur, photographe, vidéaste et écrivain. (° 13 mai 1927)[101].
- 9 janvier : Kai Wiedenhöfer, 57 ans, photographe allemand. (° 3 mars 1966)[102].
- 16 janvier : Hans Feurer, 84 ans, photographe de mode suisse. (° 22 septembre 1939)[103]
- 29 janvier : Brian Griffin, 75 ans, photographe britannique réputé comme portraitiste et pour son travail dans l'industrie musicale. (° 13 avril 1948)[104],[105].
- 10 février : Arlette Rosa-Lameynardie, 93 ans, photographe française, active en Martinique. (° 10 juin 1930)[106].
- 15 février : Roger Kasparian, 86 ans, photographe français d'origine arménienne, connu notamment pour ses photographies des acteurs et chanteurs des années 1960. (° 12 janvier 1938)[107].
- 16 février : Dmitry Markov, 41 ans, travailleur social, photographe documentaire et journaliste russe. (° 23 avril 1982)[108],[109]
- 7 mars : Lucas Samaras, 87 ans, artiste plasticien, peintre, sculpteur, photographe et performer américain d'origine grecque (° 14 septembre 1936)[110].
- 21 mars : Pierre Cordier, 91 ans, photographe et artiste plasticien belge. (° 28 janvier 1933).
- 17 avril : Giuseppe Leone (it), 87 ans, photographe italien, connu pour ses photographies des paysages et des coutumes de la Sicile des années 1950 à nos jours, publiées dans plus de 50 livres. (° 24 décembre 1936).
- 21 avril : Pierre Gonnord, 60 ans, photographe portraitiste français, actif en Espagne, né le 28 juin 1963[111].
- 12 mai : Renato Grignaschi (it), 80 ans, photographe italien, connu pour ses portraits de personnalités du monde culturel et artistique, et pour ses clichés de mode, notamment pour les éditions italienne et américaine de Vogue et pour Harper's Bazaar. (° 4 septembre 1943)
- 26 mai : Bertien van Manen (nl), 89 ans, photographe documentaire néerlandaise, connue pour ses photographies à la fois intimes et « brutes », montrant les gens tels qu'ils sont. (° 15 février 1935)
- 10 juillet : Thomas Hoepker, 88 ans, photographe et photojournaliste allemand, directeur artistique de Stern de 1986 à 1988, membre de l'agence Magnum, dont il est président de 2003 à 2006. (° 10 juin 1936).
- 6 août : Monique Jacot, 89 ans, photographe et reporter-photographe indépendante suisse, connue pour son travail sur la condition féminine en Suisse, lauréate du Grand Prix suisse de design • Catégorie photographie en 2020. (° 19 août 1934)[112],[113].
- 26 août : Hans Danuser, 71 ans, photographe suisse. (° 19 mars 1943)[114].
- 16 septembre : Eikō Hosoe, (細江 英公, Hosoe Eikō?), 91 ans, photographe japonais. (° 18 mars 1933)
- 20 septembre : Yan Morvan, 70 ans, photographe et photojournaliste français. (° 4 avril 1954)
- 27 septembre : Marc Trivier, 64 ans, photographe belge, connu pour ses portraits d'artistes et ses scènes d'abattoirs. (° 1960)
- 22 octobre : Michel Auer, 91 ans, photographe franco-suisse, collectionneur et historien de la photographie, créateur de la Fondation qui porte son nom. (° 30 mai 1933)[115],[116],[117].
- 2 novembre : Éric Rondepierre, 74 ans, artiste plasticien, photographe, écrivain et vidéaste français. (° 2 février 1950) [118]
- 10 novembre : Paul Caponigro, 91 ans, photographe américain. (° 7 décembre 1932)
- 3 décembre : Denis Brihat, 96 ans, photographe français, lauréat du prix Niépce en 1957. (° 16 septembre 1928) [119]
- 17 décembre : Gian Paolo Barbieri, 89 ans, photographe de mode italien. (° 1935) [120]

## Célébrations
Centenaire de naissance
- Jerzy Tomaszewski
- Louis Fattal
- Ricardo Rangel
- Lisetta Carmi
- Enzo Sellerio
- Pierre Ferrari
- Serge Vandercam
- Kōjō Tanaka
- Chargesheimer (Karl Heinz Hargesheimer)
- Pierre Boulat
- Robert Riger
- Jack Garofalo
- Raoul Coutard
- Peter de Rome
- David Rubinger
- Maurice Perron
- Harry Goodwin
- Sabine Weiss
- Hou Bo
- Léonard de Raemy
- Harry Shunk
- Thomaz Farkas
- Douglas Huebler
- Robert Häusser
- Robert Frank
- Ichirō Kojima
- Ghislain Dussart
- Herbert Tobias
- Jean Rigaud
- Len Castle
- Cornélius Azaglo Augustt
- Pierluigi Praturlon
- Harry Shunk

Centenaire de décès
- Manuel Alviach
- Juan Comba
- Julien Gérardin
- Jean Pierre Philippe Lampué
- Francesco Negri
- Kashima Seibei
- Étienne Wallon
- Otto Wegener

Bicentenaire de naissance
- Charles Carey
- Bertha Valerius
- Robert Jefferson Bingham
- Stanislas Ratel
- Alphonse Davanne
- Auguste Salzmann
- Dominique Roman
- Ludovico Tuminello
- Pierre Brandebourg
- Louis Dodéro
- Alessandro Pavia
- Adolphe-Alexandre Martin
- Eugène Lamoisse
- Gustave de Beaucorps
- Gustave Cosson
- Paolo Francesco D'Alessandri